# Lusapho April

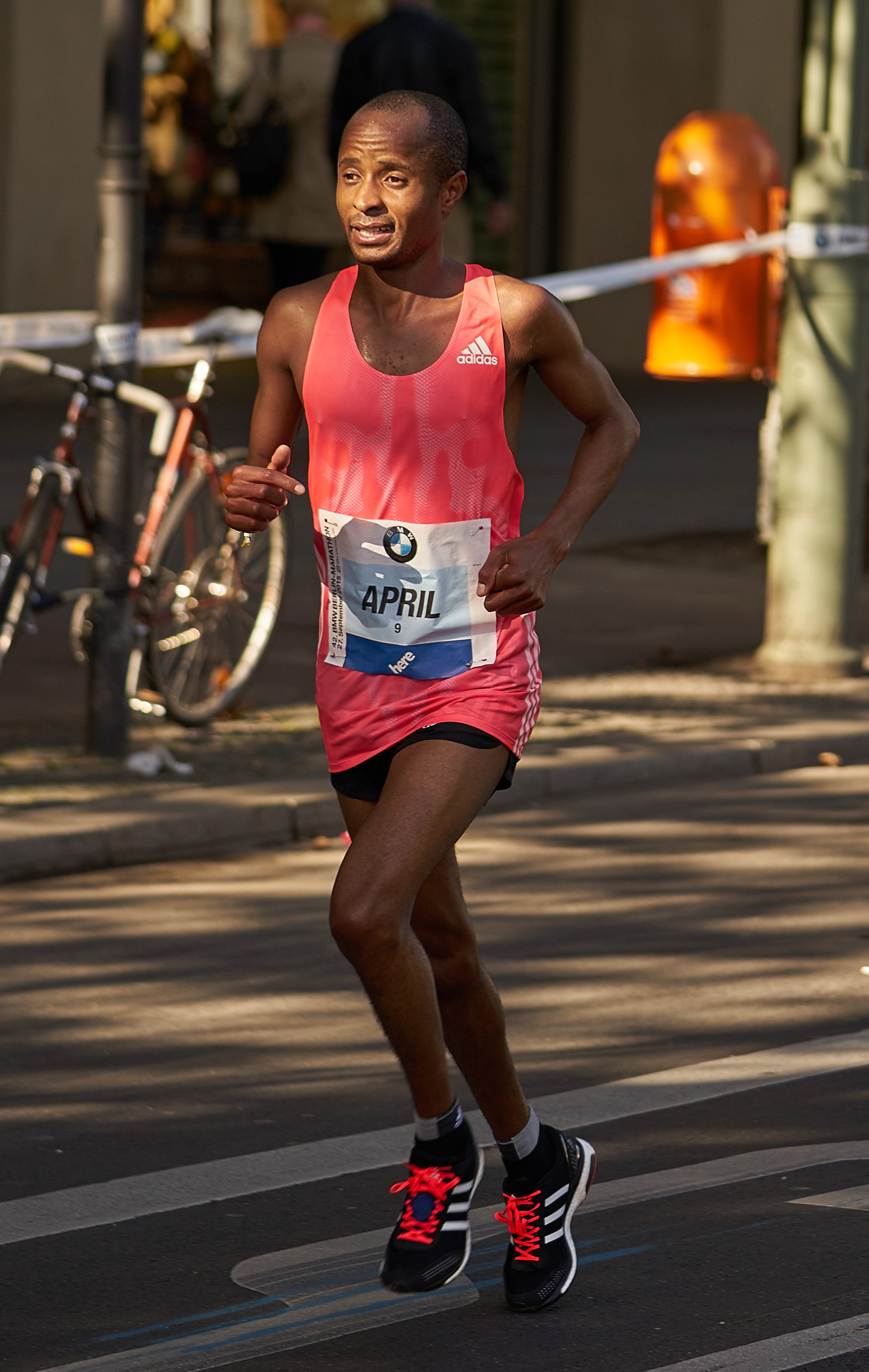
Lusapho April beim Berlin-Marathon 2015

Lusapho April (* 24. Mai 1982 in Uitenhage) ist ein südafrikanischer Marathonläufer.
Bei den Straßenlauf-Weltmeisterschaften kam er 2006 in Debrecen auf Rang 18 und 2007 in Udine auf Rang 34. Bei den Crosslauf-Weltmeisterschaften 2007 in Mombasa belegte er den 42. Platz.
2009 wurde er bei seinem Debüt über die 42,195-km-Distanz Achter beim Hannover-Marathon und Siebter bei der Südafrikameisterschaft im Halbmarathon. 2010 gewann er den Halbmarathonbewerb des Two Oceans Marathons. Eine Woche nachdem er sich als Fünfter in Hannover gut dreieinhalb Minuten unter seiner Bestzeit geblieben war, stellte er als Zehnter bei den 25 km von Berlin einen nationalen Rekord über diese Distanz auf. Bei der nationalen Halbmarathonmeisterschaft wurde er Dritter.
2011 wurde er südafrikanischer Marathonmeister, verteidigte seinen Titel beim Two Oceans Marathon und siegte bei seinem dritten Start in Hannover. Beim Frankfurt-Marathon 2011 und beim Vienna City Marathon 2012 kam er über den 20. Platz nicht hinaus.
Am 12. August 2012 nahm er am Marathon der Olympischen Sommerspiele 2012 in London teil. Er benötigte für die Strecke 2:19:00 h, was Platz 43 bedeutete.
2013 gewann er den Hannover-Marathon mit neuer Streckenbestzeit von 2:08:32 h.
2016 holte er seinen dritten Sieg beim Hannover-Marathon. Bei den Olympischen Spielen in Rio de Janeiro belegte er im Marathon den 24. Platz.

## Persönliche Bestzeiten
- 10.000 m: 29:13,85 min, 25. April 2003, Port Elizabeth
- Halbmarathon: 1:01:16 h, 29. März 2014, Kopenhagen
- 25-km-Straßenlauf: 1:15:02 h, 9. Mai 2010, Berlin (südafrikanischer Rekord)
- Marathon: 2:08:32 h, 5. Mai 2013, Hannover